# Étienne Tortelier
Pour les articles homonymes, voir Tortelier.
Étienne Tortelier, né le 14 avril 1990 à Rennes, est un coureur cycliste français.

## Biographie
Membre de l'équipe Sojasun espoir-ACNC en 2010, Étienne Tortelier est cette année-là troisième du championnat de France sur route amateur. En 2011, il remporte l'Essor breton et la Flèche de Locminé et est dixième du championnat de France amateur. Lors de ces deux saisons, à partir du mois d'août, il est stagiaire au sein de l'équipe continentale professionnelle Saur-Sojasun, qui le recrute en 2012,.
Durant sa première saison avec Saur-Sojasun, il ne compte que quarante jours de course. Après un début d'année perturbé par une douleur à un genou, il souffre d'un problème à l'artère iliaque, pour lequel il est opéré en septembre.
À l'issue de la saison 2013, l'équipe Sojasun disparaît, faute de sponsor. Étienne Tortelier s'engage pour l'année 2014 avec le VC Pays de Loudéac.
En 2015, il redevient professionnel et signe un contrat avec l'équipe cycliste Armée de Terre.

## Palmarès
- 2008
  - Classement général du Trophée Sébaco
- 2010
  - 2e et 3e (contre-la-montre par équipes) étapes de l'Essor breton
  - 3e étape du Tour Nivernais Morvan
  - 2e de l'Essor breton
  - 3e du championnat de France sur route amateurs
- 2011
  - Classement final de l'Essor Breton
  - Flèche de Locminé
  - 3e du Grand Prix du Canton de Gleizé
- 2014
  - Ronde Mayennaise
  - Tour de Belle-Île-en-Mer
  - 2e du Grand Prix de Cherves
  - 2e du Circuit des Bruyères
  - 2e du Grand Prix de Névez
  - 3e du Grand Prix de la Mine
  - 3e du Saint-Brieuc Agglo Tour
- 2015
  - 3e étape du Tour du Piémont Pyrénéen
  - 2e du Grand Prix de Fougères
- 2017
  - 3e étape du Grand Prix Cap Nord
  - 2e du Grand Prix Super U
  - 2e du Grand Prix de Champagné
  - 2e du Grand Prix Christian Fenioux
  - 3e des Boucles de la Loire
  - 3e du Grand Prix de Dinan
- 2018
  - 2e du Grand Prix Le Ham
- 2019
  - 2e du Grand Prix de La Roche-aux-Fées
  - 3e de la Boucle Cycliste Villainaise
  - 3e du Grand Prix Super U
  - 3e de la Nocturne de Dinan
- 2021
  - Tour Cycliste Antenne Réunion :
    - Classement général
    - 5e étape

  - 2e du Tour de Maurice
- 2022
  - 2e du championnat de La Réunion sur route

## Classements mondiaux
| Année           | 2010   | 2011 |
| --------------- | ------ | ---- |
| UCI Europe Tour | 1 186e | 755e |